# Isoodon
Isoodon là một chi động vật có vú trong họ Peramelidae, bộ Peramelemorphia. Chi này được Desmarest miêu tả năm 1817. Loài điển hình của chi này là Didelphis obesula Shaw, 1797.

## Hình ảnh

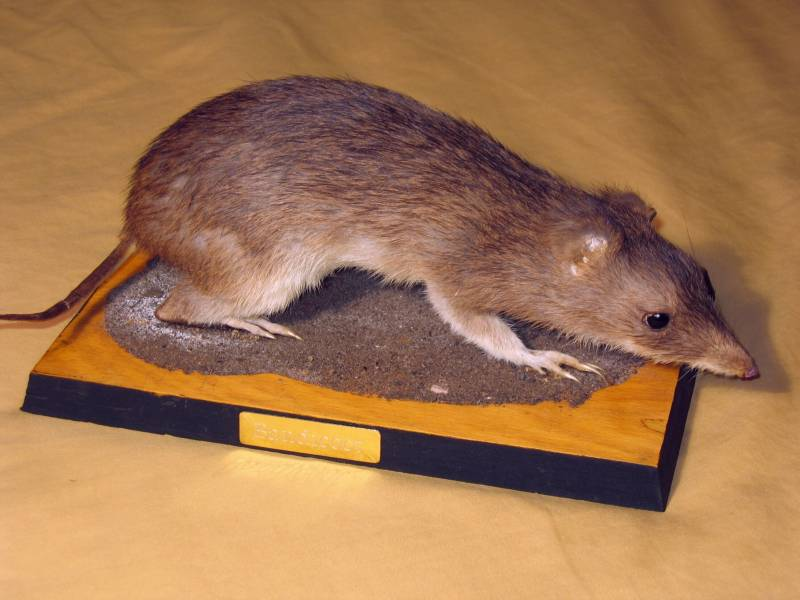
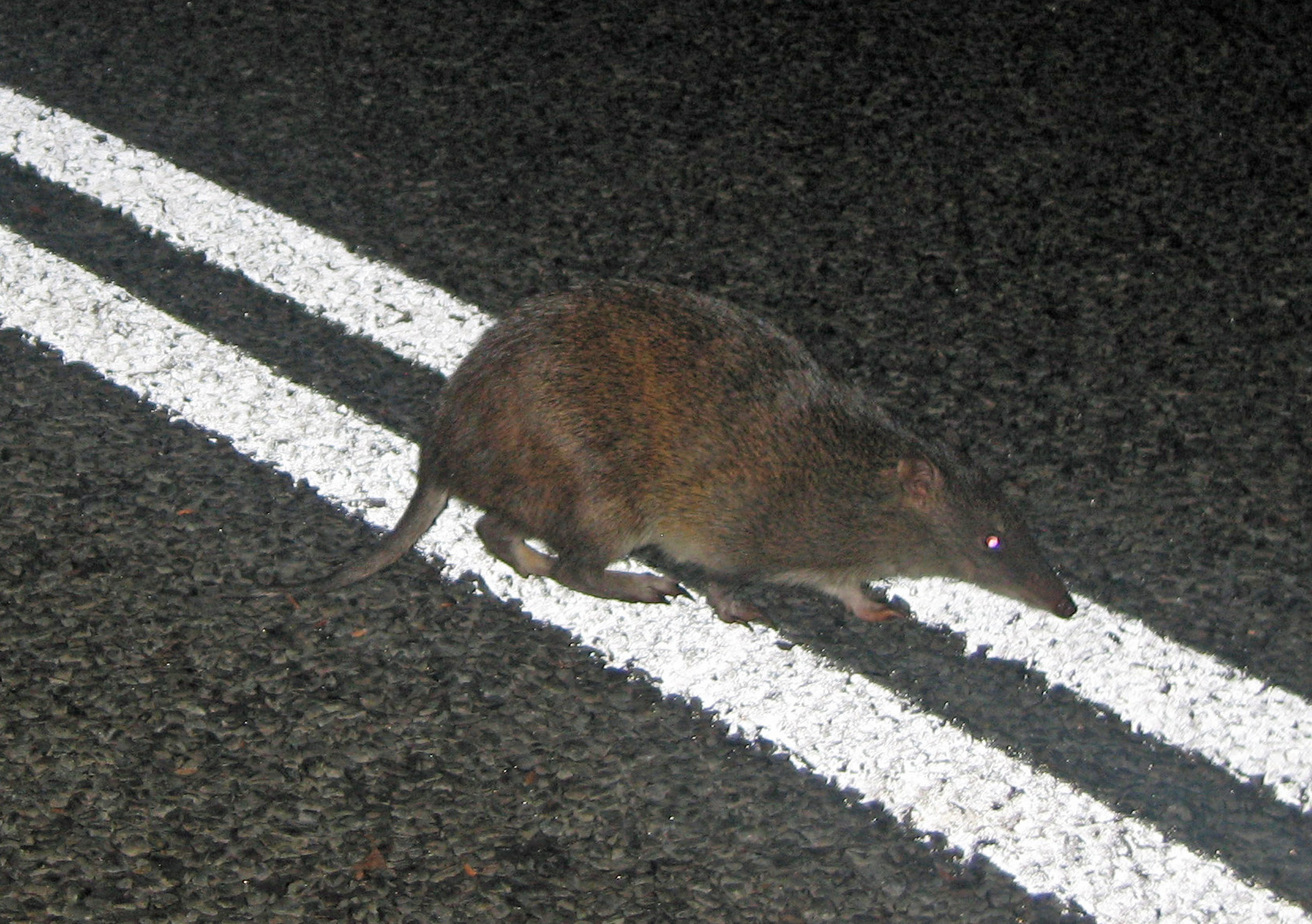

## Các loài
Chi này gồm các loài:
- Isoodon auratus
- Isoodon macrourus
- Isoodon obesulus